# Fashion Walk

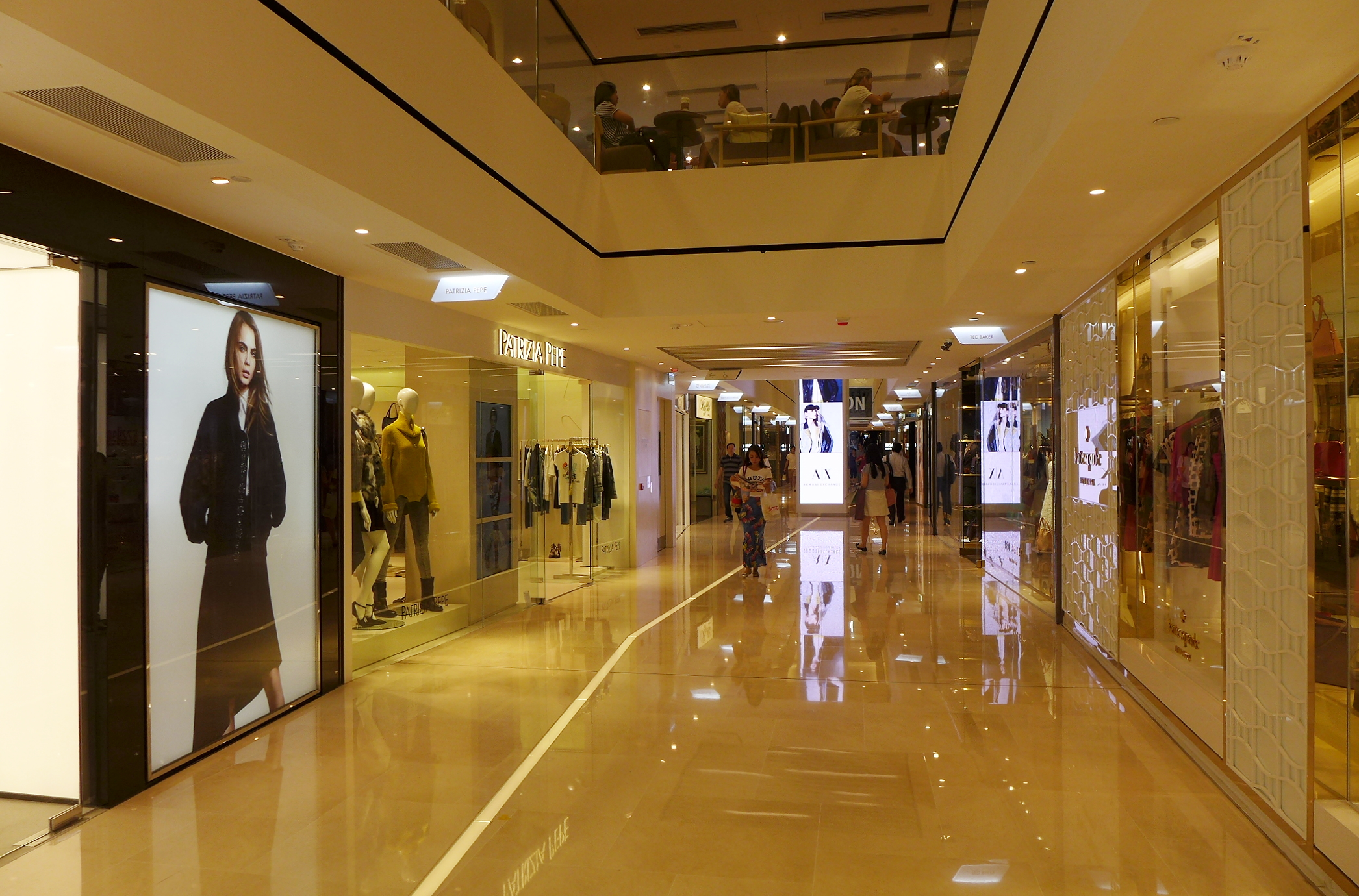
Fashion Walk室內商場（2015年9月）

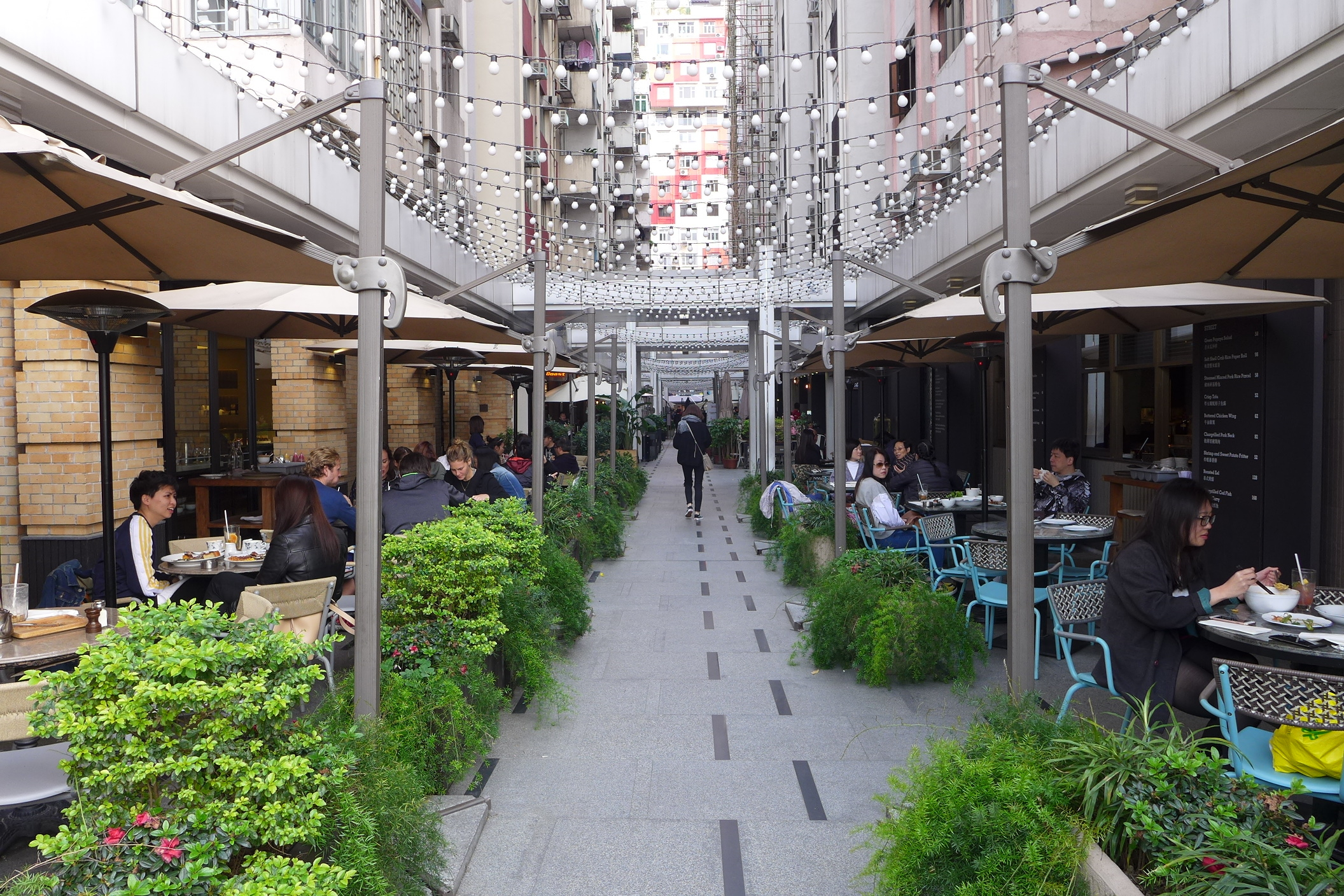
翻新後的食街（2016年3月）

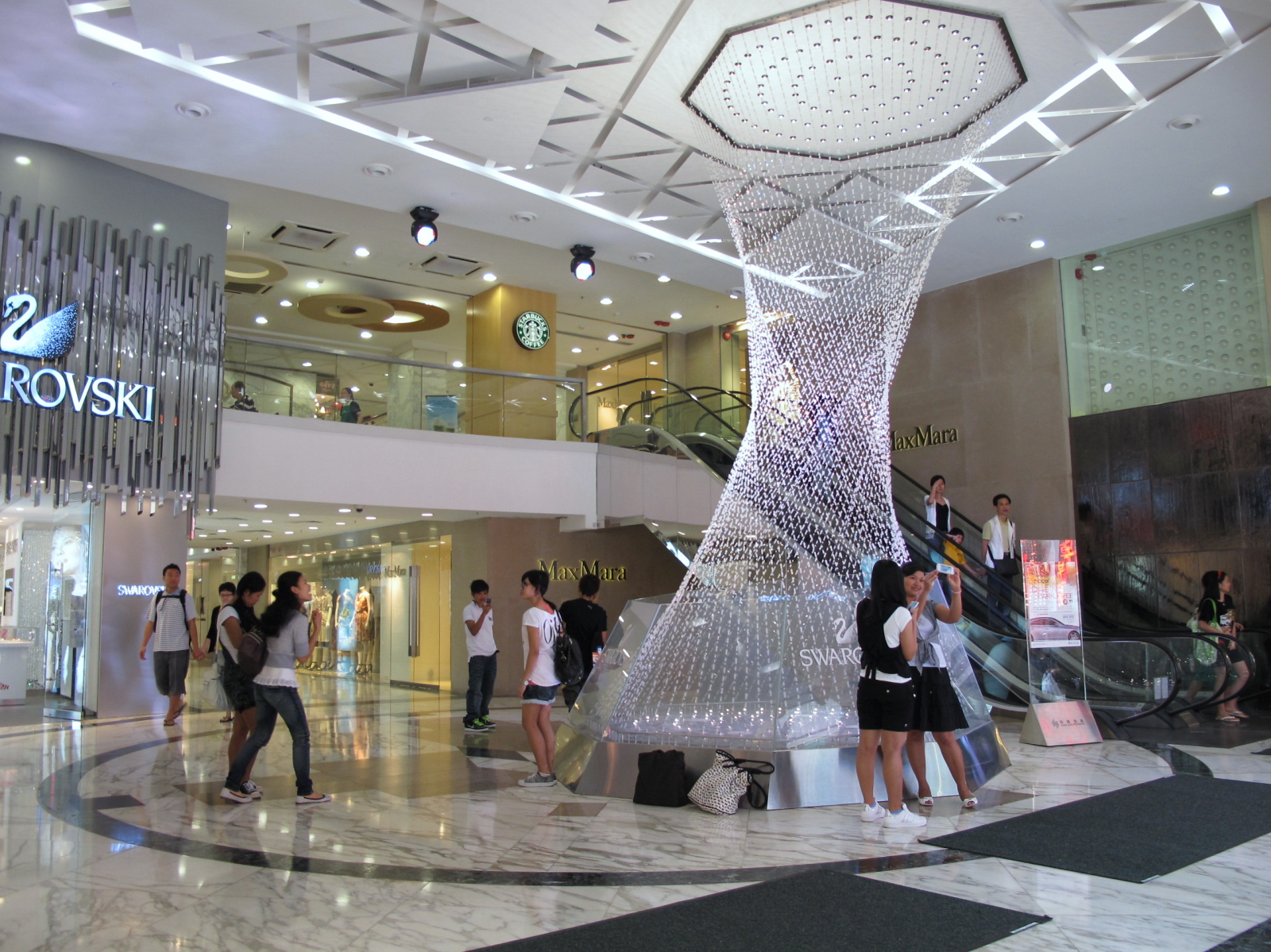
翻新前的Fashion Walk室內商場（2010年5月）

Fashion Walk是香港一座室內商場，位於銅鑼灣記利佐治街11-19號華登大廈及百德大廈基座以至百德新街海濱大廈基座、加寧街、京士頓街及告士打道，於1998年開業，發展商為恒隆地產。原址前身為名店街、大丸別館及食街。商場樓高2層，設多個嶄新概念商店及矚目國際時裝品牌均會在此開設旗艦店。

## 租戶
多個國際時裝品牌均會在此開設旗艦店，包括全香港唯一的adidas Originals 旗艦店、COMME Des Garcons、droog、D-mop、Fjällräven、Francfranc、Hysteric Glamour、JUICE、Kate Spade New York、Log-On、Max Mara、McQ Alexander McQueen、Michael Kors、佔地萬五呎Aeon雜貨店Mono Monoものもの、Nike、Sandro、Shine、Studious、Ted Baker、Thomas Sabo、Vivienne Tam、Y-3、Y's、Zucca等。

## 食街租戶
包括Bistro Bloom、Burger Room、Cedele、Coast、Coedo Taproom、EAT it、elBorn、Elephant Grounds、iCremeria、King Ludwig、Lady M New York、Little Bao Diner、Pokka Cafe、Marbling by Mr. Steak、好湯好麵、Pacific Coffee、Simplylife、Starbucks、茶涮涮、千兩、喜喜冰室、小包包、天天海南雞飯、Eggslut(2025年2月23日結業）和Vivienne Westwood佔地3,000呎兩層旗艦店等。

## 翻新
2014年起，Fashion Walk室內商場進行翻新工程，由著名建築公司OVAL設計。翻新後以具動感的燈飾點綴。同時開設多間概念店，包括港島區最大的LOG-ON生活精品店、Michael Kors全系列旗艦店、Max Mara全新「實用奢華」概念旗艦店、Vivienne Tam店（店內首設Opera Girl系列專區），以及首間備有甜品餐牌的Starbucks等。工程於2014年12月完成。

## 外部連結
- Fashion Walk（页面存档备份，存于）
- Fashion Walk Facebook專頁（页面存档备份，存于）
- Fashion Walk Instagram專頁（页面存档备份，存于）